# Польско-латвийская граница
Польско-латвийская граница — государственная граница между Латвийской Республикой и Польской Республикой, существовавшая в 1918—1939 годах. Протяженность границы составляла 113 км.

## История
В 1919 году, во время войны за независимость Латвии и советско-польской войны, во время которой латвийские и польские части взаимодействовали, временная граница (демаркационная линия) проходила вдоль реки Западная Двина от Динабурга до Придруйска. Это положение установилось, когда польские части достигли берега Двины. Вскоре после этого Польша объявила, что город Грива и 6 волостей бывшей Курляндской губернии на левом берегу Двины включаются в состав браславского повята и все возражения латвийской стороны отклоняются. Зимой и весной 1920 года дошло до нескольких недружественных инцидентов, например, изгнание польской жандармерией на другой берег реки присланных латвийских пограничников или высылка 17 января 1920 года вновь назначенного начальника латвийской полиции. Латвийская сторона была вынуждена смириться с переходом этой территории под польское владение, хотя и высказывалась о судьбе латышей, населявших эти земли.
Вопрос о принадлежности этих земель был решён неожиданным способом. 4 июля 1920 года началось наступление Красной Армии в Белоруссии. Подгруппа Войска Польского «Дзвина», также как и другие польские части начали отступление. На следующий день польский гарнизон Динабурга также начал отход, чтобы избежать изоляции от основных сил и в соответствии с договорённостью от 11 апреля 1920 года о выводе польских подразделений из Латгалии. Поляки отступали из илукстанского повята, а латыши в тот же день занимали оставляемые земли, буквально на сутки опередив литовцев, которые тоже высказали претензии на эти территории. К концу июля латвийские части достигли бывшей губернской границы и будущей государственной границы. Поляки хотели в обмен на подписание конвенции о взаимопомощи уступить Латвии эти территории, но латыши не были заинтересованы в союзе с Польшей.
Осенью 1920 года, после удач на советско-польском фронте и бунта генерала Желиговского в Вильно, польская армия опять подошла к бывшей демаркационной линии. Латвия, считавшая, что Польша будет пытаться занять 6 спорных волостей Иллукстского уезда, усилила свои части на установившейся границе. Однако 3-я дивизия Легионов получила приказ не пересекать линию, занятую латышами, даже если они будут находиться за пределами Курляндской губернии. Это было продиктовано политическими причинами, так как Польша хотела наладить отношения с прибалтийскими странами.

## Описание
Граница начиналась на пересечении границ Польши, Латвии и Советского Союза, находившемся на реке Западная Двина. Далее шла на запад вдоль реки. Продолжалась на юго-запад и доходила до железнодорожной линии Дукштас—Даугавпилс, которая пересекала линию границы. Вскоре после линии (в 2 км на запад от станции Турмантас) находилось пересечение границ Латвии, Польши и Литвы.
 Воеводство, граничившее с Латвией:
- Виленское воеводство

## Пограничные переходы
Железнодорожный пограничный переход находился на линии Петербурго-Варшавской железной дороги, немного южнее Динабурга.